# Ucanha
Ucanha ist eine ehemalige Gemeinde (Freguesia) im portugiesischen Kreis Tarouca. In ihr leben 406 Einwohner (Stand 30. Juni 2011).
Der historische Ortskern steht als Ganzes unter Denkmalschutz. Das auffälligste Baudenkmal des Ortes ist der Turm aus dem 12. Jahrhundert, an der mittelalterlichen Brücke über den Fluss Varosa, einem linken Zufluss des Douro.

## Geschichte
Portugals erster König D. Afonso Henriques vermachte das Gebiet dem Ritter Paio Cortês 1146. In der Schenkungsurkunde wurde Ucanha als ältester Ort des Gebietes erwähnt. Es blieb eine Vila (Kleinstadt mit Verwaltungsrechten) und Sitz eines Kreises bis zu den Verwaltungsreformen nach der Liberalen Revolution 1822 und dem folgenden Miguelistenkrieg. So wurde Ucanha 1836 eine Gemeinde des Kreises Mondim, um nach der Auflösung des Kreises 1898 eine Gemeinde des Kreises Tarouca zu werden.
Zum 29. September 2013 wurde die Gemeinde Ucanha im Zuge der administrativen Neuordnung mit der Gemeinde Gouviães zur neuen Gemeinde União das Freguesias de Gouviães e Ucanha zusammengeschlossen. Hauptsitz der neuen Gemeinde wurde Gouviães.

## Söhne und Töchter der Gemeinde
- José Leite de Vasconcelos (1858–1941), Romanist, Ethnograph und Dialektologe